# Chironomus sibericus
Chironomus sibericus är en tvåvingeart som först beskrevs av Jean-Jacques Kieffer 1918.  Chironomus sibericus ingår i släktet Chironomus och familjen fjädermyggor. Inga underarter finns listade i Catalogue of Life.